# Romance
 Romance és una pel·lícula estatunidenca dirigida per Clarence Brown, estrenada el 1930. La pel·lícula va ser adaptada per Edwin Justus Mayer i Bess Meredyth de l'obra de 1913 de Edward Sheldon. Una anterior pel·lícula muda amb el títol  de Romance va ser produïda per la llavors acabada de crear   i va ser protagonitzada per Doris Keane.

## Argument
Rita Cavallini (Greta Garbo) és una cantant d'òpera de què s'ha enamorat un futur bisbe. Tanmateix, l'avi explica via flashback un conte admonitori d'un gran afer d'amor amb "dones que han perdut la seva innocència" durant la seva pròpia joventut.

## Rebuda
A més a més, Romance va ser considerat un èxit de recaptació i va vendre 1,256 milions de dòlars  en tiquets.
Mordaunt Hall de The New York Times va escriure que l'actuació de "Greta Garbo a Romance és potser tan bona com  qualsevol altra cosa que ha fet en  pantalla." I Norbert Lusk de la revista  de cinema Picture Play va dir que l'actuació de Garbo "és una cosa de bellesa pura, una barreja d'inspiració d'intel·lecte i emoció, un sensible retrat  poètic d'una dona que empeny el seu amor perquè es considera indigna de l'home que l'ofereix."

## Repartiment
- Greta Garbo (Rita Cavallini)
- Lewis Stone (Cornelius Van Tuyl)
- Gavin Gordon (Tom Armstrong)
- Elliott Nugent (Harry)
- Florence Lake (Susan Van Tuyl)
- Clara Blandick (Abigail Armstrong)
- Henry Armetta (Beppo)
- athilde Comont (Vannucci)
- Rina De Liguoro (Nina)

## Premis i nominacions

### Nominacions
- 1930. Oscar a la millor actriu per Greta Garbo
- 1930. Oscar al millor director per Clarence Brown